# 基什代尔
基什代尔，是匈牙利巴兰尼亚州所辖的一个村。总面积4.37平方公里，总人口124，人口密度28.4人/平方公里（2011年1月1日）。